# Pi4 Orionis
Pi4 Oriontis (3 Oriontis) é uma estrela na direção da constelação de Orion. Possui uma ascensão reta de 04h 51m 12.37s e uma declinação de +05° 36′ 18.4″. Sua magnitude aparente é igual a 3.68. Considerando sua distância de 1259 anos-luz em relação à Terra, sua magnitude absoluta é igual a −4.25. Pertence à classe espectral B2III SB. As duas estrelas são de classe B. A estrela primária é uma gigante e a outra é uma subgigante. O período orbital do sistema é de 9,159 dias.